# Белоголовый красногузый попугай
Белоголовый красногузый попугай (лат. Pionus senilis) — птица семейства попугаевых.

## Внешний вид
Длина тела 26 см, хвоста 7 см; вес 220 г. Окраска оперения оливково-зелёная. Горло и голова тёмно-синие, блестящие. Лоб белый, подхвостье красное. Плечи бурого цвета с золотистым блеском. Брюшко светло-зелёное. Клюв бледно-жёлтый.

## Распространение
Обитает в Центральной Америке от востока Мексики до запада Панамы.

## Образ жизни
Населяют лесистые местности, предгорья до высоты 1600 м над уровнем моря. Образуют небольшие стаи из 30-50 птиц. Питаются различными семенами, орехами и плодами. Иногда наносят вред сельскохозяйственным культурам.

## Размножение
Гнездятся в дуплах деревьев. Самки откладывают от 3 до 6 белых яиц прямо на дно дупла.